# Miloslav Hýsek
Miloslav Hýsek (15. ledna 1885, Němčice - 10. února 1957, Praha) byl český literární historik. Byl žákem a pokračovatelem Jaroslava Vlčka, od něhož převzal pozitivistické přístupy.

## Život
Maturoval na českém gymnáziu v Brně (zde ho ovlivnil například etnograf František Bartoš) a poté vystudoval bohemistiku a germanistiku na Filozofické fakultě Univerzity Karlovy. Roku 1908 zde získal doktorát, v roce 1912 titul docent, roku 1922 se stal mimořádným profesorem dějin české literatury a roku 1927 profesorem řádným. Studijní pobyty absolvoval v Berlíně, ve Vídni, v Mnichově a Krakově. Celou první světovou válku prožil na východní frontě. Před ní i po ní učil na gymnáziu v Truhlářské ulici v Praze a později na reálném gymnáziu na Královských Vinohradech. Od roku 1922 učil na Karlově univerzitě. Redigoval periodika Česká věda (1914-1920), Naše věda (1921-1924) a Listy filologické (1929-1945). Od roku 1934 vedl Jednotu českých filologů. 
V červnu 1939 byl bez svého vědomí jmenován předsedou Kulturní rady, důležité organizace Protektorátu, pomocí níž němečtí okupanti kontrolovali kulturní život. Neodvážil se tento post posléze odmítnout a stál v čele rady do roku 1944. V lednu 1944 byl zvolen do rozšířeného výboru České ligy proti bolševismu. Po válce to zavdalo příčinu k pochybnostem, zda nekolaboroval s Němci, a byl načas zbaven možnosti působit na Karlově univerzitě. Nakonec se ale mohl vrátit již roku 1947. Po únoru 1948 byl ale odeslán na nucenou dovolenou a roku 1949 odešel do důchodu.

## Dílo
V mládí psal verše, prózu i drama, ale posléze se rozhodl soustředit na literárněvědnou činnost. Napsal řadu monografií o literárních osobnostech: Boleslavu Jablonském (1919), Bohumilu Jandovi Cidlinském (1920), Serváci Hellerovi (1920), Jakubu Arbesovi (1920), Jakubu Demlovi (1920), Ferdinandu Břetislavu Mikovcovi (1921), Aloisi Jiráskovi (1921), Elišce Krásnohorské (1923), Josefu Holečkovi (1923), Josefu Kajetánu Tylovi (1926), Antalu Staškovi (1932), Ignátu Herrmannovi (1934), Petru Bezručovi (1934). Jeho práce o Tylovi byla vždy nejoceňovanější. Ceněna byla i jeho studie o předčasně zemřelých spisovatelích Ztrhané struny zvuk, doposavad je často jediným zdrojem informací o zde uvedených autorech. Jeho srovnávací texty v mnohém předjímaly budoucí způsoby literárněvědné práce (Bílá hora v české literatuře, Antika v české literatuře, Komenský v beletrii, Žižka v novočeské beletrii). Do české literární vědy vnesl soustavnou práci s korespondencí a vzpomínkami autorů. Ze zahraničních literatur věnoval pozornost zejména polské. Z jeho ediční práce bývala za vzorovou označována příprava Sebraných spisů Otokara Březiny (byť se později dočkala i kritiky). Napsal řadu hesel pro Ottův slovník naučný i pro Masarykův slovník naučný.